# Grynobius planus
Grynobius planus là một loài bọ cánh cứng thuộc chi Grynobius trong họ Ptinidae.

## Hình ảnh

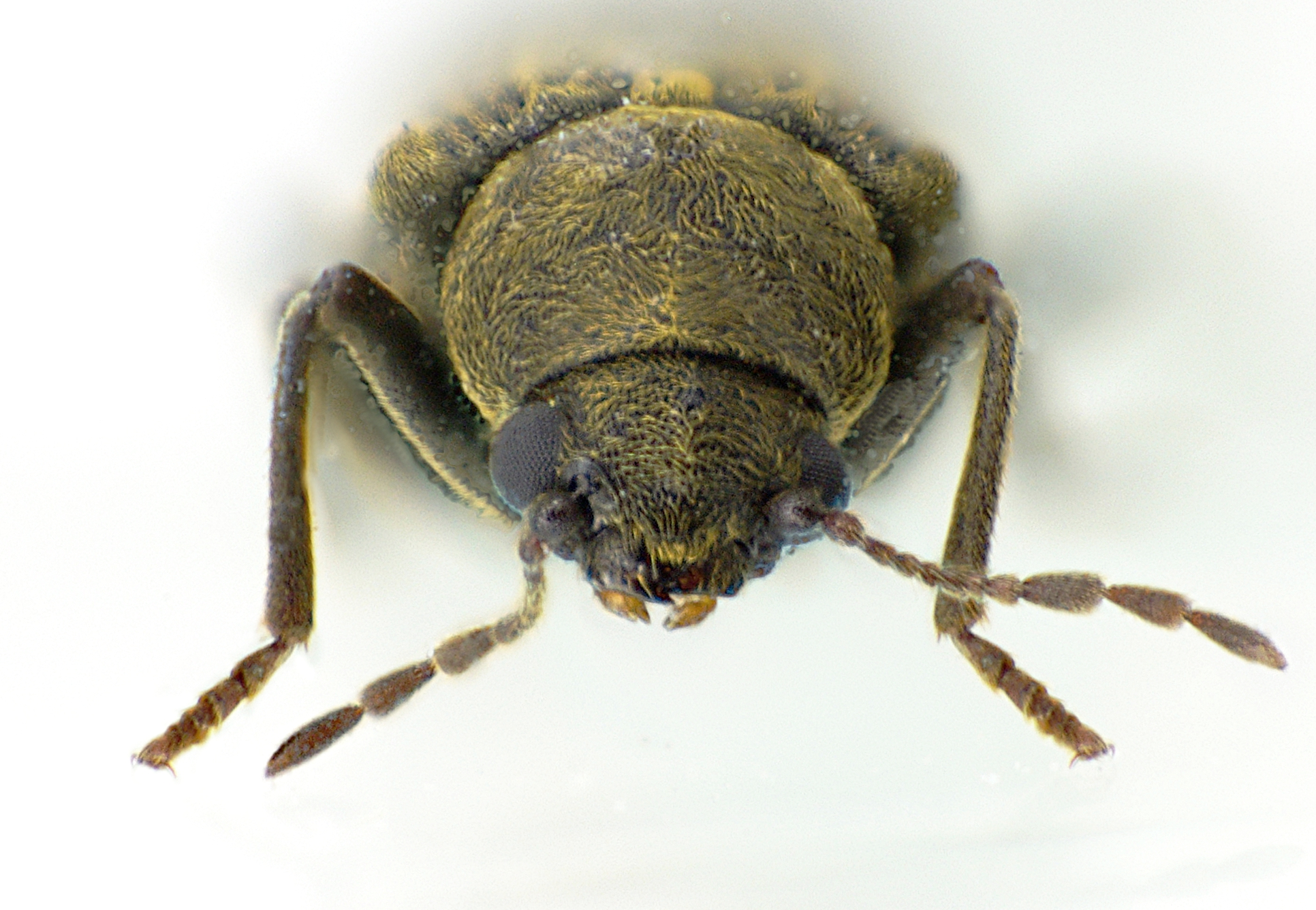
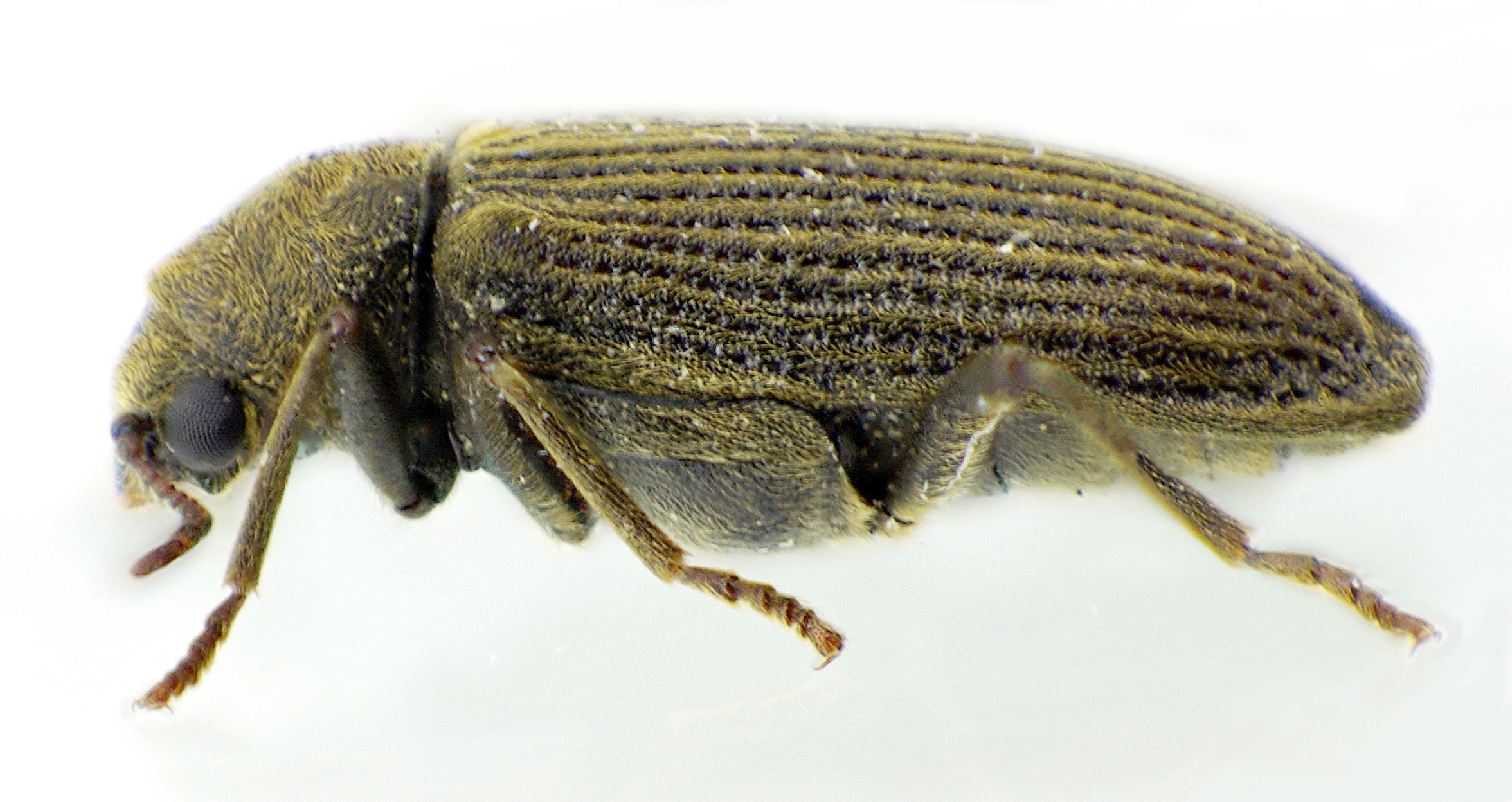
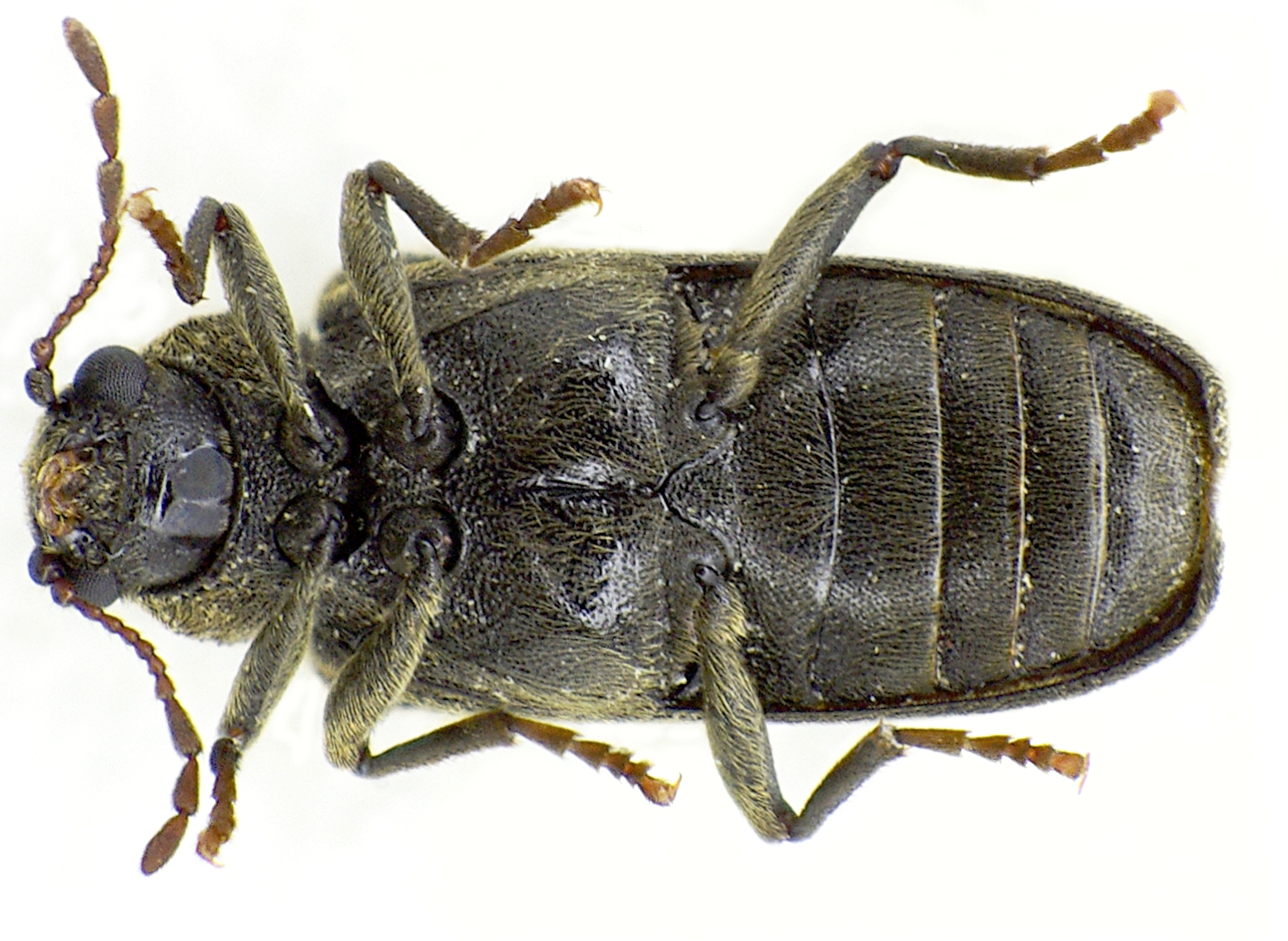